# Uslar
Uslar é uma cidade da Alemanha, localizada no distrito de Northeim, no Land de Baixa Saxônia (Niedersachsen), cerca de 120 km a sul de Hanôver e cerca de 80 km a norte de Kassel.
A primeira menção escrita do nome ("Huslere") foi no ano 1006/1007. 

## Cidades Irmãs
As cidades irmãs de Uslar (em princípio de 2006) são:
- Kerteminde, Dinamarca
- Człuchów, Polónia